# Pierre Ngunzu
Pierre Ngunzu (Kiryama, 29 de noviembre de 1931 - Guitega, Mayo de 1972) fue un político burundés, que se desempeñó como Ministro de las carteras de Educación, de Justicia y de Comunicaciones en el Reino de Burundi.

## Biografía
Nació en Kiryama, en la provincia de Guitega, entonces ubicada en la colonia belga de Ruanda-Urundi. Según un informe de la Agencia Central de Inteligencia de Estados Unidos de 1964, era hutu, si bien otras fuente señalan que pertenecía al grupo ganwa de la etnia tutsi.
En 1958 fue nombrado como jefe de la Provincia de Rutana, mismo año en el cual se afilió al Partido del Pueblo, del cual se convirtió en su secretario. Más adelante cambió su lealtad y se convirtió en jefe del Parti Hutu, Tutsi, Twa, una asociación simpatizante de la Unión para el Progreso Nacional (UPRONA).
En las elecciones generales de octubre de 1961 fue elegido como miembro de la Asamblea Nacional, coincidiendo con un amplio triunfo de la UPRONA en las urnas. Como consecuencia, el líder del UPRONA, el príncipe Louis Rwagasore, fue elegido como primer ministro de Burundi y Ngunzu fue nombrado Ministro de Educación. Tras el asesinato de Rwagasore en octubre de 1961, continuó sirviendo como Ministro de Educación en el gobierno del primer ministro André Muhirwa, siendo uno de sus más leales partidarios. Cuando Muhirwa renunció y fue reemplazado por Pierre Ngendandumwe como primer ministro en junio de 1963, Ngunzu fue excluido del nuevo gobierno.
Por otra parte, como miembro leal del gobierno de Muhirwa, en diciembre de 1961 asistió a las reuniones para tratar la independencia de Ruanda-Urundi, así como participó las sesiones de la Organización de Naciones Unidas al respecto.
En agosto de 1962 fue elegido como miembro de la Oficina Política de la UPRONA, pasando en agosto de 1963 a ser consejero del Comité Nacional de la UPRONA. Ese mismo mes fue elegido como miembro del Comité Nacional de la Jeunesse Nationale Rwagasore (JNR), el ala juvenil de la UPRONA, y en febrero de 1964 se convirtió en asesor de la JNR.
En abril de 1964 regresó al gobierno como Ministro de Justicia en el gabinete del primer ministro Albin Nyamoya, y cuando Ngendandumwe se convirtió de nuevo en primer ministro en enero de 1965, lo reasignó a la cartera de Telecomunicaciones. El 15 de enero de 1965, mismo día en que se anunció la conformación de su gobierno, Ngendandumwe fue asesinado y Ngunzu, junto con otras prominente figuras políticas, fue arrestado por el magnicidio. Más adelante sería absuelto.
Tras la abolición del Reino de Burundi, en noviembre de 1967 fue designado como Ministro de Obras Públicas por el presidente Michel Micombero, y en mayo de 1968 su cartera fue ampliada a Obras Públicas, Equipamiento y Transporte. Un reajuste en el gabinete lo retiró de su puesto en agosto de 1968.
Durante la violencia genocida de 1972 fue asesinado en Guitega por fuerzas leales al gobierno de Michel Micombero.